# شایووروش
شایووروش (به مجاری:  Sajóörös) یک منطقهٔ مسکونی در مجارستان است که در بورشود-آبااوی-زمپلن واقع شده‌است.